# О’Салливан, Джеральд
Джеральд Роберт О’Салливан (англ. Gerald Robert O'Sullivan; 8 ноября 1888 — 21 августа 1915) — ирландский кавалер креста Виктории, высшей воинской награды за героизм проявленный в боевой обстановке, что может быть вручена военнослужащим стран Содружества и прежних территорий Британской империи.

## Биография
Джеральд О’Салливан родился в пригороде Дугласа, Франкфилде, графство Корк, Ирландия, в семье подполковника аргайлского и сатерлендского горского полка. В школе имел репутацию своенравного и упрямого ученика. После окончания школы поступил военный колледж в Сандхёрсте, по окончании которого, в 1909 году, был направлен в 1-й батальон королевских эннискилленских фузилёров британской армии. Проходил службу в Китае в период революции 1911 года, затем в Индии. С началом Первой мировой войны его подразделение было отозвано в Англию, после чего в начале 1915 года направлено в район Дарданелльского пролива для участия в Галлиполийской кампании.
Капитан О’Салливан был среди первой волны десанта 25 апреля и смог отличиться в первые недели боёв на полуострове. За свои действия в районе турецкой траншеи у овражистого яра 1 и 2 июля 1915 года был представлен к награде.
В официальном объявлении о награде говорилось:
За проявление выдающейся храбрости во время операций к юго-западу от Критии, на Галлиполийском полуострове. В ночь с 1 на 2 июля 1915 года, в обстановке, когда уже значительная часть траншеи было утрачена, но её следовало отбить — капитан О'Салливан, хотя и не находился в том отряде, которому была поставлена эта боевая задача, вызвался возглавить эту группу гранатомётчиков. Под шквальным огнём на открытой местности он подобрался к траншее, и чтобы произвести метание с наибольшей точностью и с наибольшим ущербом противнику, встал в полный рост на бруствер, оставшись под вражескими пулями полностью без прикрытия. В результате он был ранен, но перед этим его вдохновляющий пример подтолкнул его товарищей к дальнейшим действиям, и как результат, к захвату траншеи. В ночь с 18 на 19 июня капитан О'Салливан ещё раз спас критическую ситуацию в той же местности благодаря своей личной храбрости и хорошим лидерским качествам.
Спустя шесть недель О’Салливан был убит во время атаки на высоту 70 во время крупного наступления в заливе Сувла. Позиция позднее была занята турками и его останки не сохранились. Его имя упомянуто на монументе пропавшим без вести на мысе Геллес.